# Aeroportul Barra del Colorado
Aeroportul Barra del Colorado (IATA: BCL, ICAO: MRBC) este un aeroport din Limón Province⁠(d), Costa Rica ce deservește zona Refugio nacional de fauna silvestre Barra del Colorado⁠(d).
Situat la o altitudine de 6 m, aeroportul dispune de o singură pistă.